# PV-1000
PV-1000は、1983年10月にカシオ計算機から発売された家庭用ゲーム機。価格は14,800円。

## 概要
価格では任天堂のファミコンやセガ・エンタープライゼスのSG-1000とほぼ同等の価格帯で対抗したが、両者には売れ行きは全く及ばなかった。
同時発売の上位機種PV-2000とは別々のプラットフォームであり、ソフトの互換性はない。同一タイトルのゲームソフトが、PV-1000・PV-2000両方に発売されることがあった。
ゲームソフトはROMカセットで供給され、専用ソフトは予定されていた15本のうち13本の発売にとどまった。戦闘機の操縦桿をイメージしたコントローラーが標準装備されていた。
翌1984年には、MSX仕様パソコンのPV-7を発売し、ゲーム供給をMSXに移したことから、本ゲーム機は短命に終わった。

## 仕様
- CPU：NEC D780C-1（Z80A互換 クロック周波数3.579MHz）
- VDP・サウンド機能：NEC D65010G031
- VRAM：16KB
- ROM：なし
- RAM：3KB
- 表示：240×192ドット
- 色数：8色
- サウンド：3和音

## ソフトウェア
ゲームカートリッジは8と13が欠番となっている。
- GPA-101 プーヤン - 豚さん達を狙って風船で降りてくる狼を、ゴンドラに乗った豚さんが矢で撃ち落としていアクション。コナミのアーケードゲームを移植[1]。
- GPA-102 スーパーコブラ - ヘリコプターの横スクロールシューティング。コナミのアーケードゲームを移植。
- GPA-103 ツタンカーム - コブラやコウモリなどがうごめく迷宮で鍵を探しながら秘宝を見つけ出すアクション。コナミのアーケードゲームを移植。
- GPA-104 アミダー - 阿弥陀籤のようなステージで敵をかわしながらドットイートするアクション。コナミのアーケードゲームを移植[1]。
- GPA-105 ディグダグ - ナムコのアーケードゲームを移植した作品[1]。
- GPA-106 ワープ&ワープ - ナムコのアーケードゲームを移植した作品[1]。
- GPA-107 ターピン - 親ガメがゴキブリ怪獣からの攻撃をかわしながら子ガメを家まで連れて帰るアクション。コナミのアーケードゲームを移植。
- GPA-108 （欠番）
- GPA-109 パチンコUFO - オール7のフィーバーを楽しめるものとUFOを撃ち落とす2種類の台から選べるパチンコ。カシオオリジナル。
- GPA-110 ファイティングバグ - ユニバーサルのアーケードゲームを移植。
- GPA-111 スペースパニック - 縦方向の平安京エイリアンと呼ばれるアクション。ユニバーサルのアーケードゲームを移植した。
- GPA-112 ノーティーボーイ - ジャレコのアーケードゲームを移植した。
- GPA-113 （欠番）
- GPA-114 ダーティー カメレオン - カメレオンがニワトリ・ヒヨコ・卵を舌を伸ばして全て退治するアクション。舌を伸ばした上移動も可能。ジャレコのアーケードゲームを移植。
- GPA-115 エキサイト麻雀 - 初級・上級の2レベルから選べる2人用麻雀。カシオオリジナルで最後に発売された。